# Барков, Михаил Иванович
Михаил Иванович Барков (1916—1973) — артиллерист Рабоче-крестьянской Красной Армии, участник Великой Отечественной войны, Герой Советского Союза (22.07.1944). Гвардии младший сержант.

## Биография
Михаил Барков родился 21 ноября 1916 года в деревне Репьево (ныне — Тогучинский район Новосибирской области) в крестьянской семье. После окончания семилетней школы в родном селе с 1932 года работал в колхозе. В 1934—1936 годах работал в сельхозартели «Краснофлотец», с 1936 года работал вздымщиком в Зиминском химлесхозе Иркутской области. После окончания курсов мастеров лесного хозяйства в городе Щёлково Московской области работал мастером подсочки.
В апреле 1943 года был призван на службу в Рабоче-крестьянскую Красную Армию. С сентября 1943 года — на фронтах Великой Отечественной войны. Участвовал в боях на Воронежском, Калининском, 1-м и 2-м Прибалтийском фронтах. Был наводчиком орудия 73-го гвардейского истребительно-противотанкового дивизиона 67-й гвардейской стрелковой дивизии 6-й гвардейской армии 1-го Прибалтийского фронта. Во время боёв трижды был ранен. 
Особенно отличился во время боёв в Белоруссии и форсировании Западной Двины. Барков вернулся в строй незадолго до начала Белорусской наступательной операции. В ходе наступления в июне 1944 года части 67-й гвардейской стрелковой дивизии вышли к Западной Двине в районе деревни Узречье Бешенковичского района Витебской области. 25 июня 1944 года расчёт орудия, в состав которого входил Барков, переправился через реку на плоту, несмотря на массированный огонь противника. Переправившись, расчёт сразу же вступил в бой. В ходе первых двух контратак немецкой пехоты расчёту удалось отбиться. В третью атаку противник бросил танки. В результате обстрела погиб заряжающий, ранен командир расчёта, а сам Барков был контужен, но поля боя не покинул. Оставшись за старшего, Барков вывел из строя один из атакующих танков «Тигр». Плацдарм был удержан, что позволило не пропустить немецкие войска к Витебску.
Указом Президиума Верховного Совета СССР от 22 июля 1944 года за «мужество и героизм, проявленные на фронте борьбы с немецко-фашистскими захватчиками» гвардии красноармеец Михаил Барков был удостоен высокого звания Героя Советского Союза с вручением ордена Ленина и медали «Золотая Звезда» за номером 4162.
Вскоре был ещё раз ранен, а после выздоровления служил стрелком в отдельной роте охраны полевого управления 6-й гвардейской армии на 2-м Прибалтийском и Ленинградском фронтах. До мая 1945 года участвовал в боях с курляндской группировкой противника в Прибалтике. В 1945 году гвардии младший сержант Барков был демобилизован. 
Работал в Улан-Удэ, Иркутске. Был директором химлезхоза. В 1956 году Барков приехал на строительство Братской ГЭС. Окончив Высшую торговую школу в Ленинграде, работал директором Братского пивзавода. Умер 2 августа 1973 года.
Был также награждён орденом Отечественной войны 2-й степени (22.05.1945), а также рядом медалей.

## Память

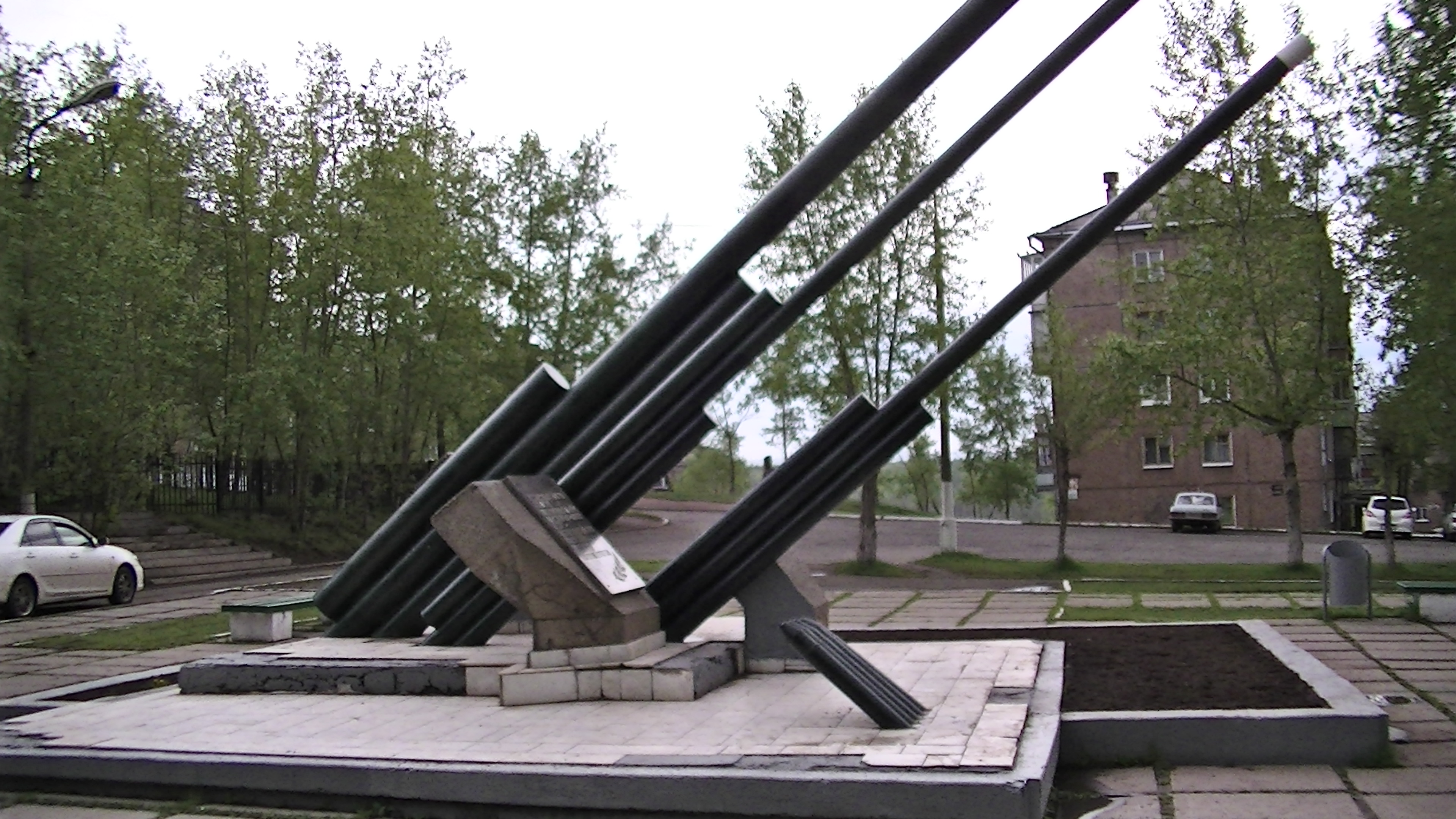
Памятник Баркову

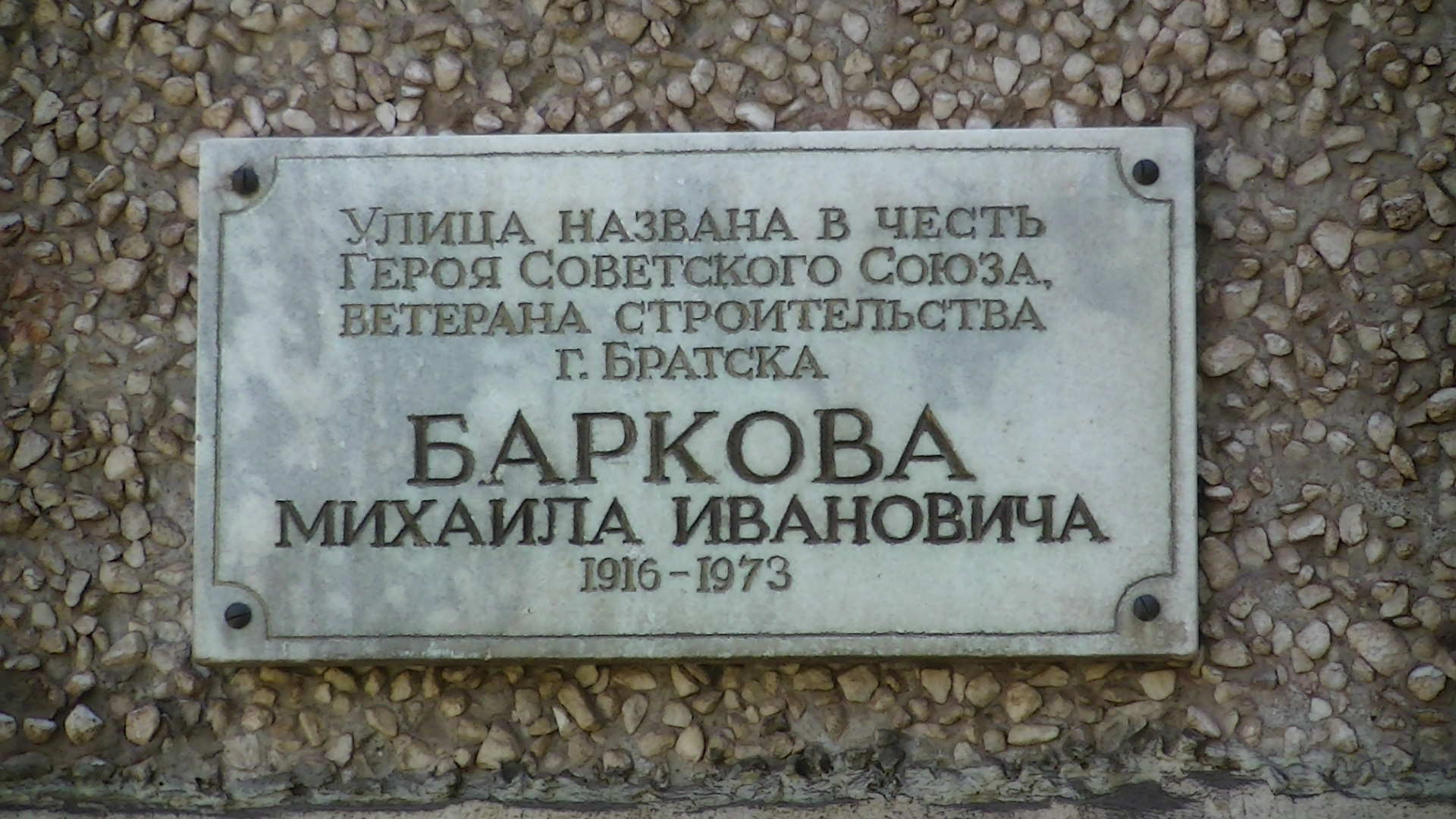
Мемориальная доска в Братске

- В честь М. И. Баркова названы улица и средняя школа № 9 в Братске.
- У здания школы установлен памятник ему, а на здании дома, в котором он проживал — мемориальная доска[1].